# Blonded Radio
《Blonded Radio》（也写作blonded RADIO）是弗兰克·奥申的Apple Music 1广播节目，最初在2017年2 月至 8 月播出，之后有四集特别节目在2018年11 月至 12 月播出，另有四集于2019年10 月至 12 月播出，还有一集于2021年12 月播出。这一电台节目由 奥申、Vegyn 和 Roof Access 主持，通常每集播放一首奥申的新单曲。2017年12 月，一个名为“Blonded Los Santos 97.8”的虚构广播电台被添加到电子游戏《侠盗猎车手 V》中。

## 历史

### 首轮播出（2017年）
第001集，于2017年2月24日播出。本期节目展示了唱片制作人卡尔文·哈里斯与奥申以及美国嘻哈乐队Migos的说唱歌手Quavo和Offset合作的歌曲“Slide”。本集还采访了Jay-Z，谈论了广播和音乐产业的现状。第002集于2017年3月10日播出，其中收录了单曲“Chanel”，这是一首关于奥申双性恋性取向的歌曲。本集以重复播放《Chanel》结束，有时还插入说唱歌手ASAP Rocky的一段歌词。
第003集于2017年4月8日播出。这一集集最后播放了一首名为《Biking》的新单曲，由说唱歌手 Jay-Z 和Odd Future成员造物主泰勒 演唱，他们之前都曾与奥申合作过。 此前，他曾在自己的网站上播放过这首歌的预告 ，预告中歌曲使用了不同伴奏。
第004集于2017年4月23日播出。这一集播放了新歌《Lens》，包括了由说唱歌手特拉维斯·斯科特客串的歌曲版本。第二天早上，第005集播出，播放了Young Thug混音的歌曲《Slide On Me》，这首歌来自奥申2016 年的视频专辑《Endless》 。 
第006集于2017年5月15日播出。该集播出了ASAP Mob即将发行的专辑《Cozy Tapes Vol. 2: Too Cozy》的首支单曲《RAF》。这首歌包含ASAP Rocky、Quavo、Lil Uzi Vert的客串演唱，以及来自奥申的两段说唱部分，以及来自Playboi Carti的额外演唱。歌曲《Biking》的独唱版也在这一集播出，这一版本还加上了第三段主歌。 由于奥申参加音乐节演出，电台节目在夏天暂停一段时间， 第007集于2017年8月27日播出，播放了单曲《Provider》。

### 停播和特别节目（2017-2019）
2017年12月12日，这一电台节目的虚构版本在《侠盗猎车手 V》及其网络对应游戏《侠盗猎车手 Online》中以“blonded Los Santos 97.8 FM”名称出现。
2018年11月6日，为配合美国举行的中期选举，三场中期特别节目在全天播放 ，同时电台还向休斯顿、亚特兰大、迈阿密和达拉斯已投票的选民免费发放新的周边商品。 2018年12月25日，奥申 首次推出精选圣诞音乐播放列表“blonded Xmas”。这些节目均未播放任何新的音乐。   

### 复播和 PrEP+派对（2019）
2019年10月19日，奥申举办了他的第一次PrEP+派对。它被描述为“向 20 世纪 80 年代纽约俱乐部场景致敬，如果那个时代发明了 [艾滋病预防] 药物PrEP （暴露前预防）……那会是怎样的。” 活动海报上印有“Blonded Radio”字样。派对期间播放了奥申未发行歌曲的两首混音歌曲：《Dear April (Justice Remix)》和《Cayendo (Sango Remix)》。活动结束后，blonded.co 网站上推出了新商品， 以及这两首歌曲的黑胶唱片版本。活动精彩片段于同日在blonded 008 上播出，这一集还播出了活动结束后不久发布的新歌《DHL》。
2019年10月24日，第二场 PrEP+ 派对举行，活动上播放了奥申为 SZA歌曲《The Weekend》制作的混音。活动上的四位 DJ（Leeon、Arca、Papi Juice和Shyboi）都是酷儿人士。这首歌未在电台上播出。
2019年10月31日，第三场派对举行。该活动以万圣节为主题。派对上播放了奥申与英国说唱歌手Skepta合作的未发行歌曲《Little Demon (Arca Remix)》。这首歌于2019年11月3日在blonded 009 节目中与《In My Room》一起播出。
2019年11月9日，第010集播出，成为有史以来第一集没有新音乐的一集。
2021年12月24日，电台播出了一集新的圣诞特别节目，名为“blonded Xmas”。